# Keulse Vaart
Le Keulse Vaart était un canal néerlandais du XIXe siècle, situé dans les provinces de la Hollande-Septentrionale et d'Utrecht.

## Géographie
Le canal relia Amsterdam au Lek à Vreeswijk, en passant par la ville d'Utrecht. Dans sa continuation, le Canal de Zederik permit de relier le Lek à la Merwede supérieure à Gorinchem.

## Histoire
La construction du Keulse Vaart (traduction littérale en français : canal de Cologne) avait pour objectif d'améliorer la liaison par l'eau d'Amsterdam au Rhin et de là à l'Allemagne, notamment à la ville de Cologne.
La loi de la construction du Keulse Vaart fut adopté en 1821, lors du règne du roi Guillaume Ier. Les travaux furent achevés en 1825. Pour la construction du canal, comme par exemple pour le Canal de la Hollande-Septentrionale, on employa essentiellement des cours d'eau et des canaux déjà existants, qu'on a aménagé pour obtenir une meilleure navigation fluviale. Ainsi, le Keulse Vaart emprunta successivement l'Amstel, le Weespertrekvaart, le Gaasp, le Smal Weesp, le Vecht et le Vaartse Rijn.
Ces cours d'eau furent approfondis et élargis. Les écluses existantes furent remises aux nouvelles normes et plusieurs ponts fixes devenaient mobiles. Tous ces aménagements représentèrent une forte amélioration par rapport à la situation antérieure, mais quelques décennies plus tard, le gabarit proposé par ce canal ne répondait plus aux besoins évolués. D'autres projets pour relier Amsterdam au Rhin et au Waal virent le jour ; finalement, le canal a été remplacé en 1892 par le Canal de la Merwede.

## Source
- (nl) Cet article est partiellement ou en totalité issu de l’article de Wikipédia en néerlandais intitulé « Keulse Vaart » (voir la liste des auteurs).